# Irlande aux Jeux olympiques de la jeunesse d'hiver de 2016
L'Irlande participe aux Jeux olympiques de la jeunesse d'hiver de 2016 à Lillehammer en Norvège du 12 au 21 février 2016. Un athlète représentent le pays pour cette édition.

## Résultats

### Ski alpin
| Athlète      | Épreuve      | Finale        | Finale          | Finale          | Finale          |
| Athlète      | Épreuve      | Manche 1      | Manche 2        | Total           | Rang            |
| ------------ | ------------ | ------------- | --------------- | --------------- | --------------- |
| Gary Skinner | Slalom       | 57 s 98       | 57 s 39         | 1 min 55 s 37   | 33              |
| Gary Skinner | Slalom géant | 1 min 28 s 89 | N'a pas terminé | N'a pas terminé | N'a pas terminé |
| Gary Skinner | Super G      |               |                 | 1 min 18 s 87   | 45              |
| Gary Skinner | Combiné      | 1 min 17 s 60 | 48 s 67         | 2 min 06 s 27   | 29              |